# Losolosy
Losolosy je přírodní památka poblíž obce Únanov v okrese Znojmo v nadmořské výšce 304–334 metrů. Důvodem ochrany jsou svažité pozemky s různou expozicí na pestrém geologickém podkladu, teplomilná rostlinná společenstva s výskytem chráněných druhů rostlin a útočiště četných druhů živočichů.

## Galerie

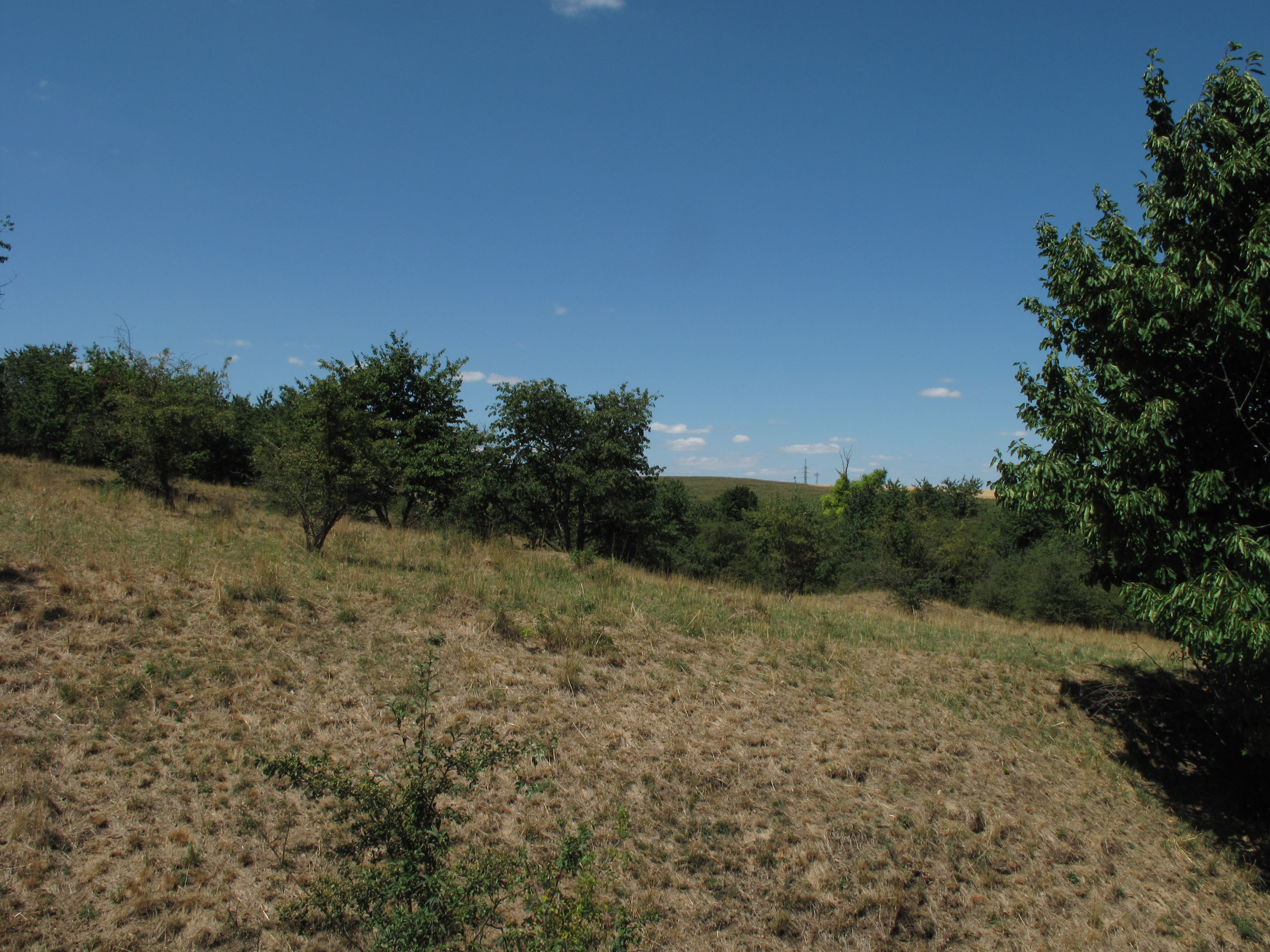
Stepní charakter
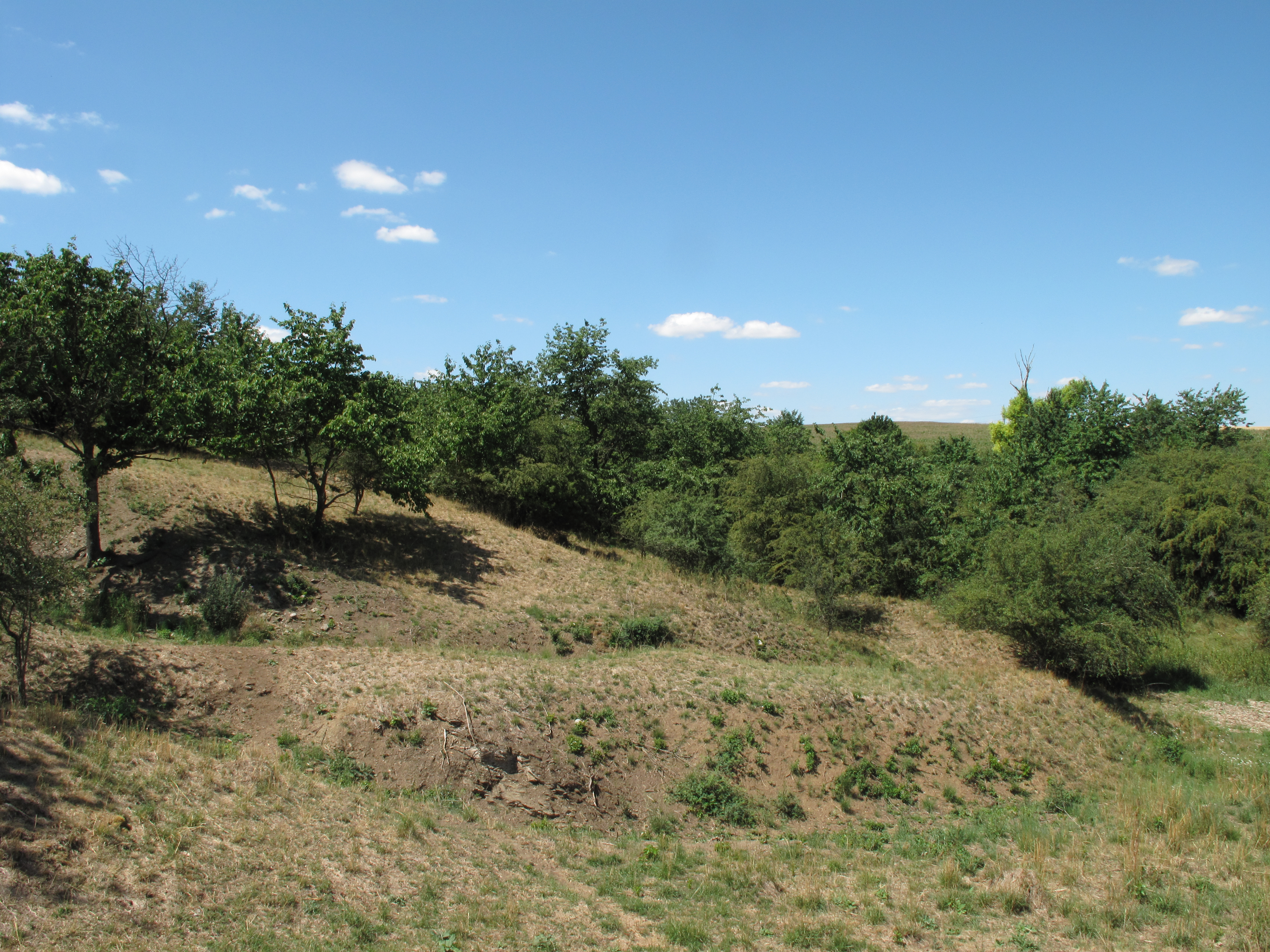
Terénní vlny
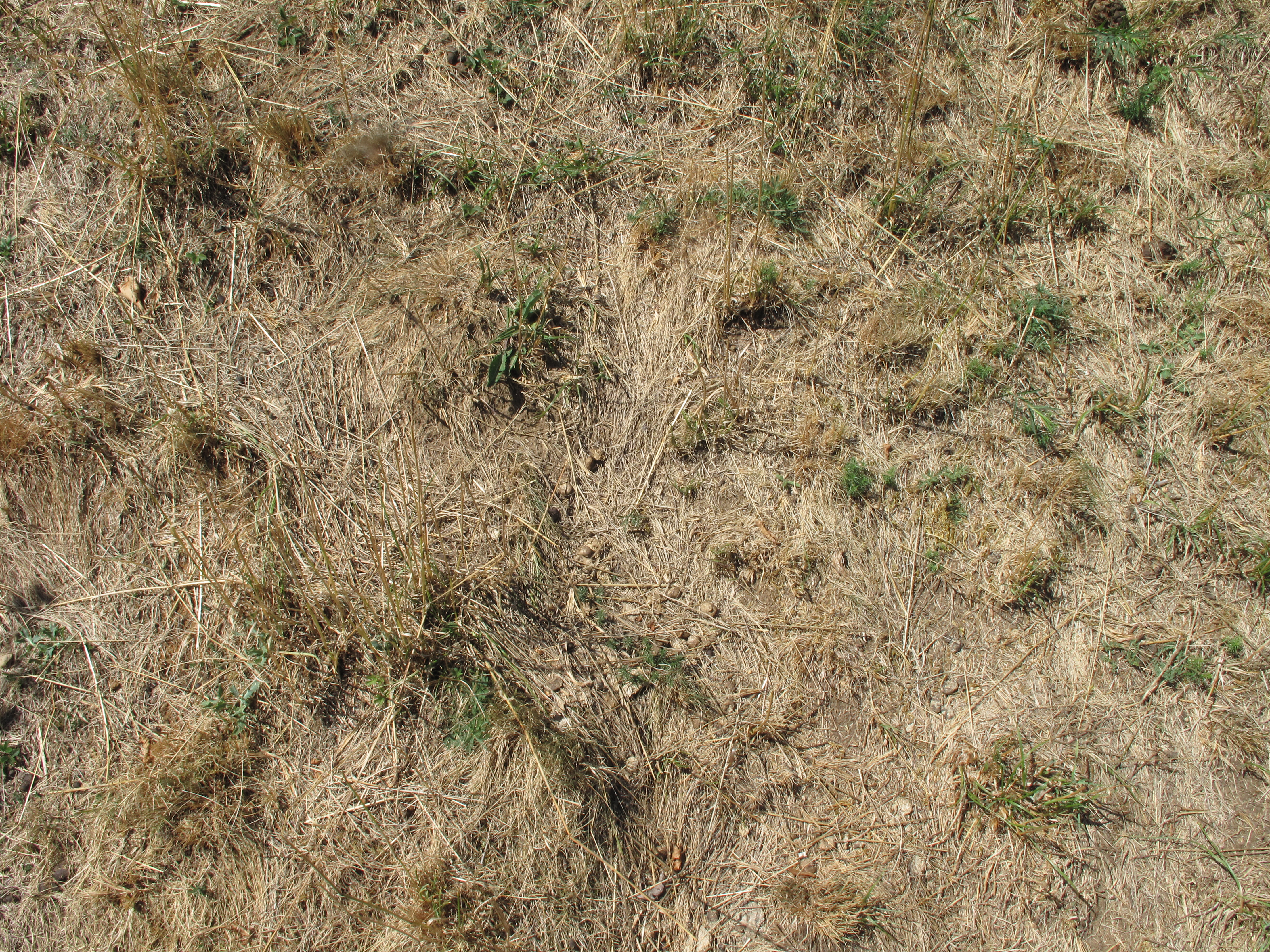
Suchá tráva
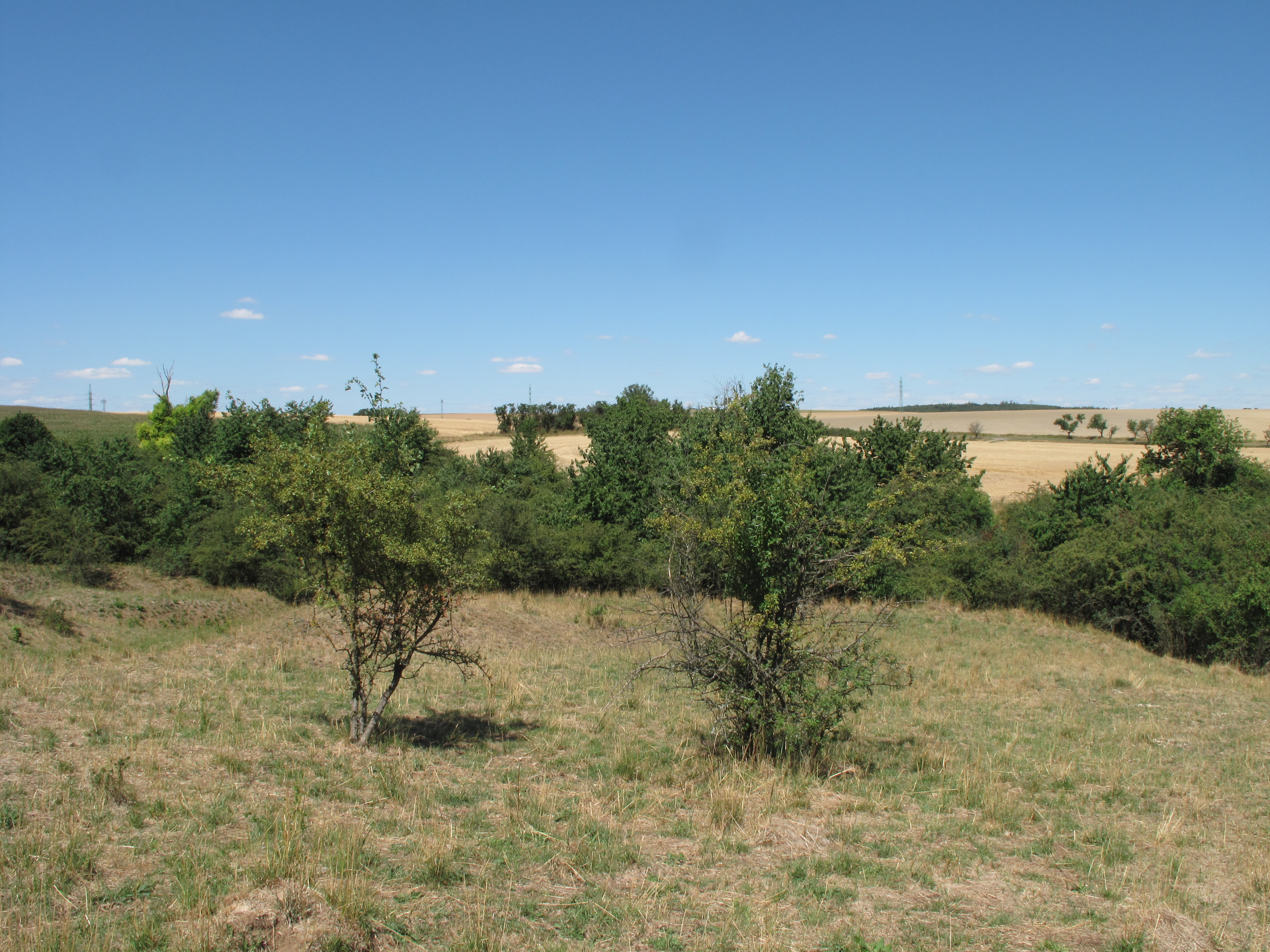
Keře